# Aeroporto Internacional de Faa'a

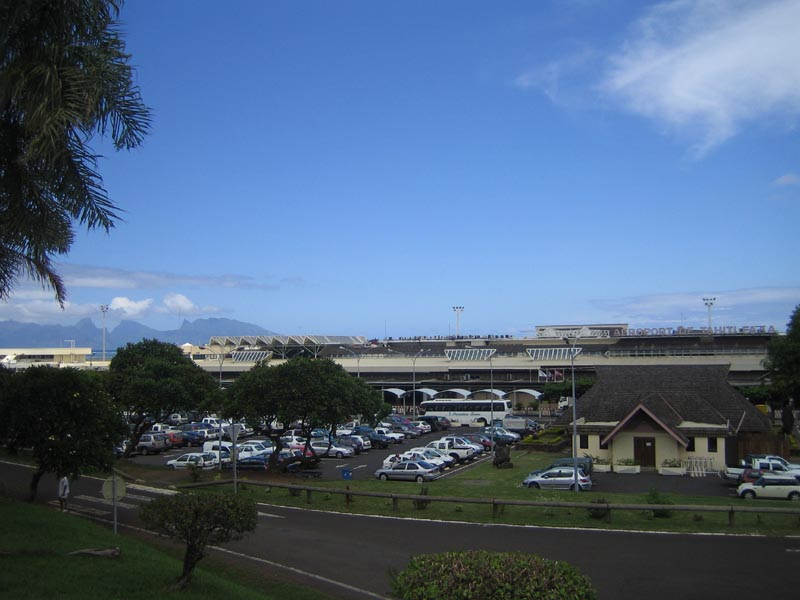
Aeroporto internacional faa'a visto de fora

O Aeroporto Internacional de Faa'a ou Aeroporto Internacional de Papeete é o principal aeroporto da Polinésia Francesa.

## Estatísticas
Ver a consulta original do Wikidata.

## Destinos
| Companhias        | Destinos |
| ----------------- | --- |
| Air France        | Los Angeles,Paris-Charles de Gaulle |
| Air New Zealand   | Auckland |
| Air Tahiti        | Ahe,Anaa,Atuona,Arutua,Bora Bora,Fakarava,HaoHuahine-Fare, Kaukura, Makemo, Manihi, Mataiva, Maupiti, Moorea, Niau, Nuku Hiva, Raiatea-Tahaa, Raivavae, Rangiroa, Rarotonga, Rimatara, Rurutu, Takaroa, Tatakoto, Tikehau, Totegegie, Tubuai-Mataura |
| Air Tahiti Nui    | Auckland,Los Angeles,Paris-Charles de Gaulle,Toquio-Narita |
| Aircalin          | Nouméa |
| French Bee        | San Francisco,Paris-Orly |
| Hawaiian Airlines | Honolulu |
| LATAM chile       | Ilha da Pascoa,Santiago do Chile |
| United Airlines   | San Francisco |